# Финогенова, Надежда Сергеевна
Надежда Сергеевна Финогенова (род. 1953) — советский государственный деятель, депутат Верховного Совета СССР 10-го созыва.

## Биография
Родилась в 1953 году. По национальности — русская. В 1972 году начала работать почтальоном в городе Грозный. В 1975 году окончила сельское профессионально-техническое училище, после чего начала работать трактористкой в колхозе имени Ленина, располагавшемся в Наурском районе Чечено-Ингушской АССР. В 1979 году вступила в КПСС.
4 марта 1979 года была избрана депутатом Совета национальностей Верховного Совета СССР от Наурского избирательного округа № 675 Чечено-Ингушской АССР. 18 апреля 1979 года вошла в состав Комиссии по транспорту и связи Совета Национальностей.